# Acanthopsoides
Acanthopsoides és un gènere de peixos actinopterigis de la família dels cobítids.

## Taxonomia
- Acanthopsoides delphax (Siebert, 1991)[2]
- Acanthopsoides gracilentus (Smith, 1945)[3]
- Acanthopsoides gracilis (Fowler, 1934)[4]
- Acanthopsoides hapalias (Siebert, 1991)[2]
- Acanthopsoides molobrion (Siebert, 1991)[2]
- Acanthopsoides robertsi (Siebert, 1991)[2][5][6][7]